# Don Bacon
Donald John "Don" Bacon, född 16 augusti 1963 i Momence i Illinois, är en amerikansk republikansk politiker och militär. Han är ledamot av USA:s representanthus sedan 2017.
Bacon avlade 1984 kandidatexamen vid Northern Illinois University, 1996 MBA vid University of Phoenix och 2004 MA vid National War College. Han tjänstgjorde som brigadgeneral i USA:s flygvapen. I kongressvalet 2016 besegrade han sittande kongressledamoten Brad Ashford.
Han är gift med Angie och har fyra barn.